# Giovanni Benedetto (allenatore)
Giovanni Benedetto (Reggio Calabria, 12 ottobre 1967) è un allenatore di pallacanestro italiano del Ferrara Basket 2018.

## Carriera
Inizia la carriera nel 1989 alla Pallacanestro Viola come assistente allenatore. Dal 1990 affianca Carlo Recalcati alla guida della  "Viola dei miracoli" che con , che con Bullara, Volkov e Tolotti in campo ottiene i migliori risultati della sua storia sportiva sfiorando nel 1993 le semifinali scudetto. Nel 1995 lascia Reggio Calabria per iniziare la carriera da allenatore prima al Basket Sant'Orsola di Sassari e poi al Potenza 84 in Serie B2. Nel 1997 ritorna nello staff della Pallacanestro Viola, dove riprende il ruolo di assistente sino al 2004.
Dopo due anni a Catanzaro, nel 2006 entra a far parte dello staff della nazionale maschile di pallacanestro dell'Italia dove rimane un solo anno prima di accettare la panchina del Latina Basket che guida alla promozione in Serie A2. Dopo la promozione lascia la panchina del Latina per passare al Basket Trapani dove, dopo una stagione di ambientamento, ottiene la seconda promozione in Legadue della sua carriera sconfiggendo Ostuni nella finale dei playoff. 
Dopo il fallimento della società trapanese e la mancata iscrizione in A2, riparte nuovamente dalla Divisione Nazionale A sulla panchina dell'Olimpia Matera. Nella stagione 2012-13 la squadra lucana chiude al secondo posto la regular season e raggiunge la finale dei playoff dove viene sconfitta dalla PMS Torino.  Nello stesso anno raggiunge la finale della Coppa Italia LNP 2012-13, persa contro la Pallacanestro Lago Maggiore. Per la stagione 2013-14 viene riconfermato in panchina, con l'obiettivo di puntare alla promozione. La stagione regolare risulterà un po' sotto le aspettative e ai playoff verrà eliminata in semifinale dall'Assigeco Casalpusterlengo. A fine stagione rescinde il contratto e il suo posto è preso dal napoletano Giampaolo Di Lorenzo.
Nella stagione 2014-15 torna alla Pallacanestro Viola in Serie A2 chiudendo la stagione in sesta posizione, senza riuscire a centrare la qualificazione ai play-off promozione. La stagione successiva viene esonerato il 10 febbraio 2016 dopo cinque sconfitte consecutive e con la squadra al terzultimo posto in classifica.
A gennaio 2017 sostituisce Giordani sulla panchina del Benedetto XIV Cento, e guida la squadra al 4º posto nel girone B. Nei playoff la squadra raggiunge la finale dove viene sconfitta dal Bergamo Basket 2014. Nella stagione 2017-18 viene confermato in panchina e conquista il 1º posto nel girone B e conquistando una storica promozione in serie A2 dopo la vittoria contro San Severo nelle Final Four di Montecatini. La stagione successiva viene esonerato a gennaio con la squadra in lotta per non retrocedere.
Dopo l'esonero riparte da Salerno, per poi sedere sulla panchina della nobile decaduta Avellino. Dal 2023 guida il Ferrara Basket.

## Palmarès
- Promozioni in Legadue: 3

2008-2009, 2010-2011, 2017-18